# Quercus durata
Quercus durata är en bokväxtart som beskrevs av Jeps.. Quercus durata ingår i släktet ekar, och familjen bokväxter.
Artens utbredningsområde är Kalifornien.

## Underarter
Arten delas in i följande underarter:
- Q. d. durata
- Q. d. gabrielensis

## Bildgalleri

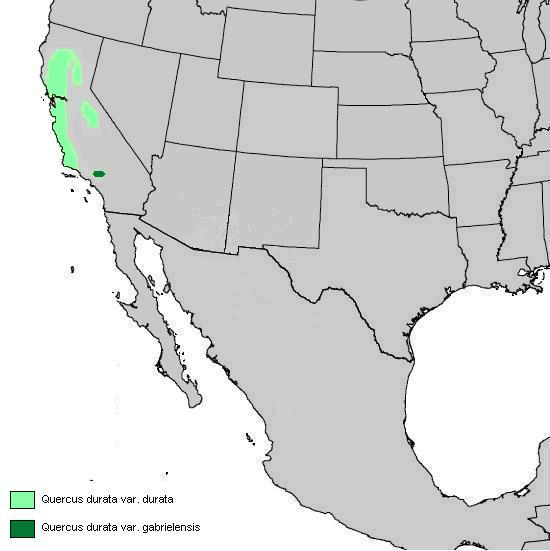